# Правители княжества Феодоро

Правители княжества Феодоро — по современным представлениям, представители двух, с большой вероятностью не связанных между собой династий правителей средневекового христианского государства Феодоро в юго-восточном Крыму. Термины «князь» и «княжество» используются в исторических работах условно, как привычные и понятные для русского языка. В греческих документах их титуловали владетель (ср.-греч. αὐθέντου), также кир (ср.-греч. κυρ) в том же значении, в генуэзских — «господин» (лиг. domini, лиг. signori).
Во второй половине XIV века, после фактического образования княжества, из эпиграфических памятников известны два имени глав города. С начала XV века и до падения города в 1475 году Феодоро правила династия, основанная князем Алексеем I или Старшим. О происхождении, начале правления и преемственности правителей в среде историков ведутся дискуссии с 1920-х годов. При этом практически полное отсутствие достоверных исторических документов о князьях первого периода не позволяет создать какую-либо стройную картину. Некоторые историки, например, медиевист Виктор Мыц, придерживаются мнения, что в XIV веке самостоятельного государства с центром на Мангупе ещё не существовало.
В более ранние времена взгляд на происхождение правителей Мангупа был более специфичен. Глава городского совета Рагузы после падения Мангупа писал дожу Венеции Пьетро Мочениго о «графстве Алекса». Матвей Меховский, ректор Краковского университета, в труде 1517 года Трактат о двух Сарматиях, называл правителей «герцоги Манкупа» и определял из, как «готов». Мартин Броневский, в труде «Описание Крыма» (лат. Tarlariae descriplio), написанном в 1579 году, также сообщал о двух последних князьях — дяде и племяннике — греках. Рассуждая о правителях княжества, Броневский во фресках Мангупа увидел изображения «царей и цариц, от которых они, видимо, происходили». И. Э. Тунманн, опираясь на доступные ему в XVIII веке сведения, считал, что «с 1204 г. город имел собственных князей, к которым принадлежал последний византийский император Константин перед своим восшествием на Престол».

## Правители XIV века
По версии Н. В. Малицкого 1930-х годов, фигурирующий в летописных свидетельствах о битве на Синих Водах 1362 года, погибший там «монлопский (мангупский) хан Дмитрий» якобы был гекатонтархом (ср.-греч. εκατονταρχου) (сотником) Хуйтани (Хуитан). Этот вариант поддержал крупнейший специалист по крымской Готии того времени А. А. Васильев и такая версия надолго закрепилась в науке.
Васильев утверждал о независимом и значимом в политической жизни причерноморского региона государстве Феодоро уже в первой половине XIV века. Поводом было сообщение Теодоро Спандуджино (Теодоро Спандуджино, 1465—1538 год) о конфликте между Андроником III Палеологом (правил до 1341 года) и «князем Готии» (итал. principe di Gothia). Современные историки считают такую трактовку ошибочной и полагают, что «Готия» того времени — скорее всего Молдавия, где также некогда обитали остготы и вестготы.
Хуитан, также Хуитанис, Хуйтани (ср.-греч. Χουϊτάνη) — некий правитель Феодоро в звании сотника, по версии Малицкого — гекатонтарха, а Виктор Мыц допускает, что он был турмархом. Хуитан известен из посвящённой ему надписи, о строительных работах по перенесению стены и башен Мангупа примерно на 100 метров выше по балке Табана-дере от предыдущей ранневизантийской стены в 1361—1362 году. Х.-Ф. Байер считает, что, вероятно, Хуитан присвоил должность турмарха, которая ранее присваивалась Византией наместнику Готии.
Малицкий, в работе «Заметки по эпиграфике Мангупа» 1933 года, установив, что Хуитан был гекатонтархом, в дальнейшем, видимо, в попытке отыскать первого правителя Феодоро, повысил его до положения князя, также, имея в виду тюркское происхождение имени, считал, что он был тюрком (как и Чичикий) и это представление надолго утвердилось в историографии. Эта версия надолго утвердилось в литературе по истории Мангупа. Нехристианское имя предполагаемого князя Малицкий преобразует в Димитрия, поскольку в надписи упоминается святой Димитрий. А. А. Васильев «назначил» Хуйтани-Димитрия основателем династии правителей Феодоро. Малицкий и М. А. Тиханова придерживались мнения, что во второй половине XIV века на Мангупе правили «татарские князьки». А. Л. Якобсон делал вывод, что Хуйтани «одновременно имел и христианское имя Димитрий, и скорее всего, принадлежал к греческой феодальной фамилии». Академик Олег Трубачёв даже допускал интерпретацию имени Хуитан как готское гот. hwitan — прилагательное в роли прозвища «Белый», сравнивая его с готским гот. hwits — «белый» и немецким нем. weiß. Виктор Мыц считает, что в надписи речь идёт о традиционном в средневековом Крыму сотнике (по ордынской иерархии), возглавлявшем городское ополчение, а в мирное время следившем за порядком выполнения горожанами караульной повинности и выбиравшемся из числа наиболее уважаемых, авторитетных и состоятельных жителей — фактически, главе и владельце города. Эмиль Сейдалиев полагает, что Хуитани мог быть тысячником (турмархом) — наместником, поставленным в крепости крымской ордынской администрацией. Мыц сомневается в тюркском происхождении антропонимов обоих и предлагает (в качестве гипотезы) считать их имена сформировавшимися в готской (Хуйтани) и кавказской — лазской (Чичикий) языковой среде .
К этому периоду относится упоминание в регистре курии Каффы «князя Феодоро по имени Аффендизи, а также его брата, внуков, людей и подданных» (лиг. Affendizi, dominum de lo Teodoro, eius fratrem, nepotes et propinquos ac... universos subdictos et homines dicti Af[f]endizi... в генуэзском документе 1382 года). Кизилов полагает, что документ свидетельствует о княжестве Феодоро, как самостоятельной политической единице уже в 1381 году. А имя «князя Аффендизи» — передачей на лигурийском греческого слова ср.-греч. αύφέντης —"князь, правитель", откуда происходит и тюркское эфенди. Также, опираясь на упоминание там же неких «despoti predicti loci», что Кизилов толкует, как «дополнительные правители» Феодоро, он делает вывод, что это могли быть, наряду с местными князьями, представители военно-административного аппарата крымского улуса Золотой Орды (те же Хуйтани и Чичикий).
По мнению Х.-Ф. Байера с 1381 года, по осень 1395 года, Мангуп, захваченный Тохтамышем, находился под властью Золотой Орды и город управлялся её ставленниками. С 1395 года, в результате вторжения отрядов Тамерлана, городом стали править сотники — назначенцы Тимура.
Чичикий — устоявшееся имя главы города, известное из надписи Чичикия, повествующей о строительстве на Мангупе во время правления хана Тохтамыша (1380—1395 годы). Имя «Чичикий», под которым надпись стала известна в дальнейшем, усмотрел в тексте В. В. Латышев. Он же считал, что в надписи присутствует звание гекатонтарха и имя правителя Тохтамыша. Последующие исследователи имя Чичикия в надписи не находили и сейчас её принято называть «Строительная надпись -ци» и относят деятельность главы города к 1380-м годам. По мнению Сейдалиева гекатонтарх (сотник) Чичикий, в рамках ордынской военно-административной системы, мог управлять некоей частью «наместничества-крепости» Феодоро.

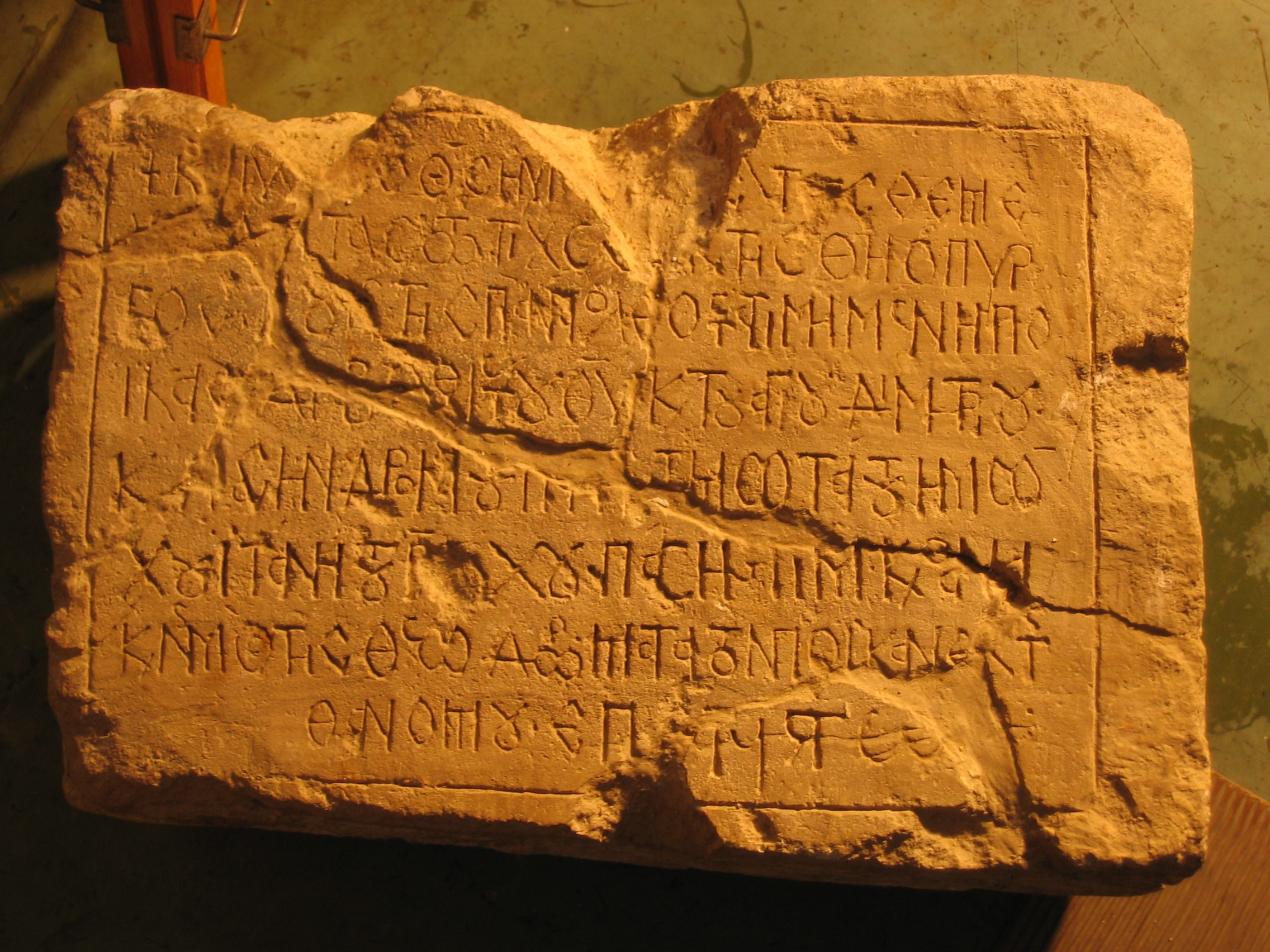
Надпись Хуитана
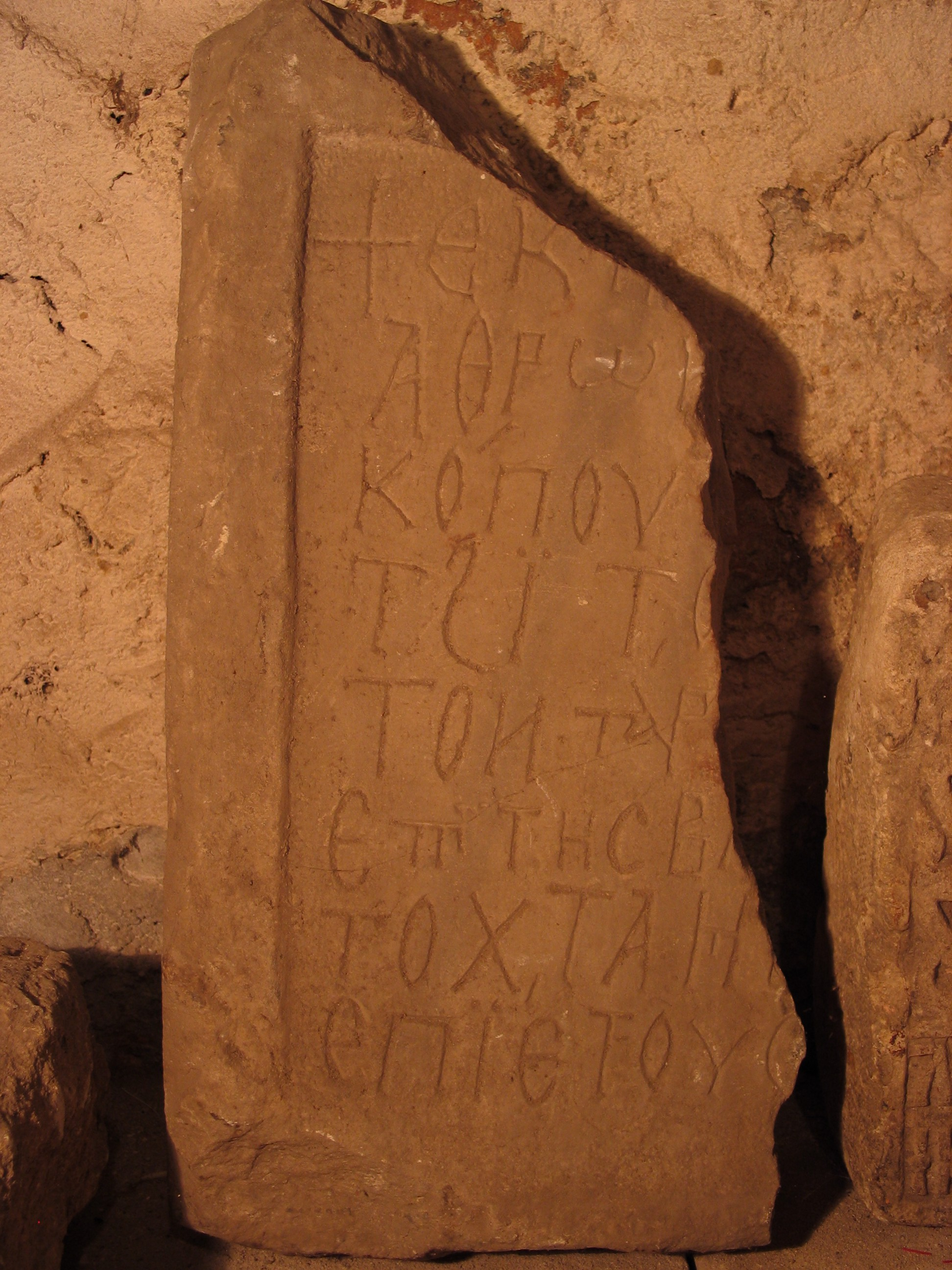
Надпись –ци, она же Чичикия

Александр Герцен, резюмируя многолетние изыскания, делает вывод о двух «династических периодах» в истории княжества. По его концепции от возникновения княжества и до конца XIV века его возглавляли, скорее всего, выходцы из Трапезундской империи (вряд ли это были Гаврасы, о пребывании которых в Крыму данных нет) — вассалы золотоордынских ханов, фактически, «удельные князья в подчинении у улусной администрации». Того же мнения, что в период подчинения Орде в городе сохранялась византийская система администрации, а упомянутый в ней сотник (гекатонтарх) был назначенным татарами главой города, придерживается и Х-Ф. Байер. После похода в 1395 году части войска Тимура в Крым и учинённого им разгрома сведений о каких либо руководителях города нет до середины 1420-х годов. Владетели первого периода существования княжества — с середины до конца XIV века условно выделяются в первую династию.

## Правители XV века
В начале XV века в Феодоро приходит к власти новая династия, основателем которой был Алексей I (или Старший), о времени воцарения и происхождении которой высказываются самые различные точки зрения. Вопрос о происхождении этой династии до сих пор не ясен и о её корнях высказываются самые различные точки зрения. Ни в одном известном источнике его происхождение никак не упоминается. Возможно, оно не было известно даже современникам, либо было таким, что упоминать его не считали нужным. Это могли быть либо представители прежней династии, либо представители другого знатного рода, связанные свойскими отношениями с известными фамилиями Константинополя и Трапезунда: Палеологами, Асанами-Асенями и Великими Комнинами. Считается, что именно свойство с Палеологами стало поводом сделать двуглавого орла гербом княжества.
Существует версия о полной смене населения Мангупа, основанная на «Рассказе о городе Феодоро. Стихи Матфея, недостойного и ничтожного жреца». Монах посетил город вскоре после его разгрома войсками Тамерлана в 1395 году и отметил практически полное отсутствие жителей. Ещё одним важным доводом о новом заселении историки считают «неуважение к отеческим гробам» — использование в начале XV века могильных плит местного кладбища для украшения окон и порталов цитадели. Вероятно, город заселили жители из окрестных долин, не связанные никаким родством с прежними. Такое же «не мангупское» происхождение, возможно из владетелей одного из окрестных исаров, допускается и для династии князя Алексея: ни в одном известном источнике его происхождение никак не упоминается, возможно, оно не было известно даже современникам, либо было таким, что упоминать его не считали нужным (в то время любой значительный род византийского круга старался любым образом связать себя родством с Палеологами или Комнинами). В то же время Герцен допускает возможность преемственности «старой» и «новой» династий, или происхождение князей из некоего провинциального аристократического рода, возможно, трапезундского происхождения. Такую преемственность отрицает Х.-Ф. Байер, опираясь на использование плиты с надписью Хуитана для постройки новой оборонительной башни — так с памятью о предках не поступали. Сам Байер предполагает, что семья Алексея могла быть черкесской, ссылаясь на созданную в Румынии анонимную хронику на немецком языке, где жена господаря Молдовы Стефана III Великого Мария Мангупская названа черкешенкой. А. Г. Герцен, полемизируя с Байером, замечает, что в Таврике черкесами могли называть потомков аланов. А. Л. Якобсон высказывал мнение, что основавший новую династию мангупских князей Алексей (Алексей I) мог в начале XV века прибыть из разорённого, в результате разгрома Крым в конце XIV века, Херсона.

### Алексей I

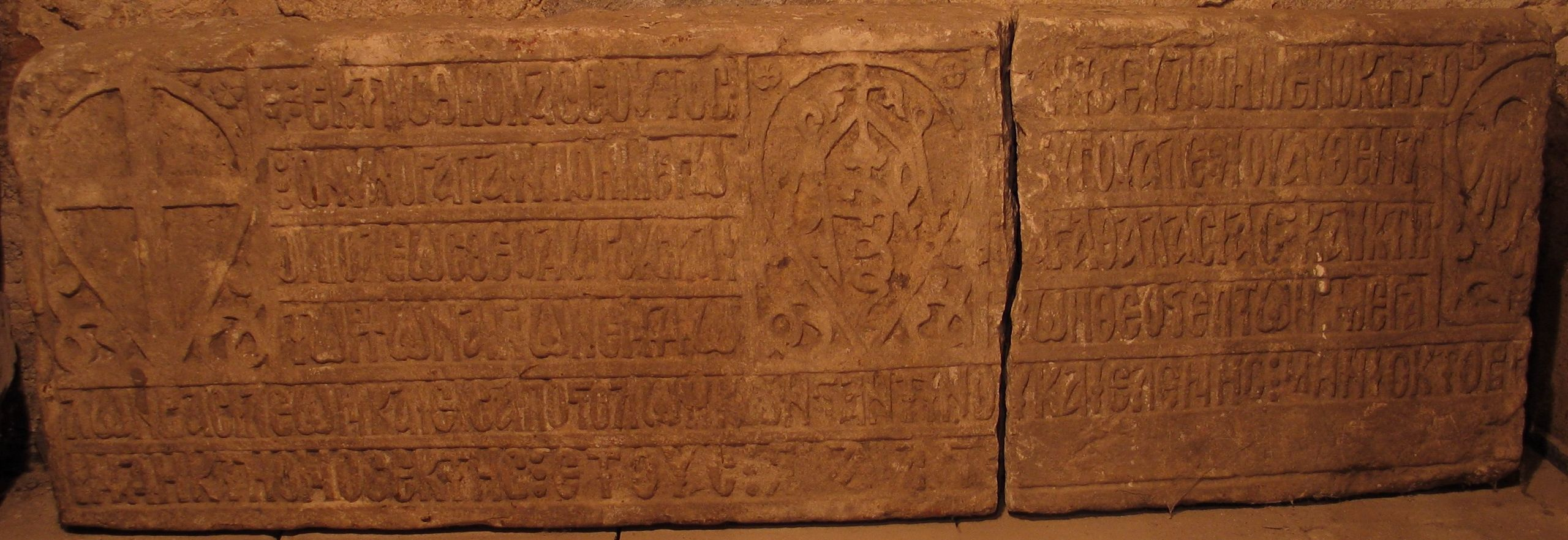
Строительная надпись князя Алексея в Мангупе, 1427 г.

Алексей старший (или Алексей I; ср.-греч. κυρ Αλεξιος) — первый правитель Феодоро новой (второй) династии, правившей до 1475 года. Время рождения и происхождение Алексея неизвестно, большинство историков считает, что он появился на Мангупе около 1403 года. Х.-Ф. Байер полагает, что он правил до 1444 года, Димитрий Спиридонов, опираясь на кодекс документов банка Св. Георгия, считает, что Алексей старший умер между 1 января и 14 мая 1455 года. При нём было создано крупное и сильное, по масштабам Причерноморья, государство, соперничавшее с генуэзскими колониями. Князь породнился с императором Трапезунда, со знатными родами Византии, при нём гербом княжества стал двуглавый орёл. К эпохе Алексея относят практически все постройки города эпохи княжества, возрождение Каламиты, строительство Длинных стен.

### Иоанн
Старший сын, и соправитель Алексея Старшего, наследник престола средневекового княжества Феодоро, лишённый отцом права престолонаследования в 1434 году и так и не ставший правителем.

По предположению Ханса-Файта Байера, основанному на его же гипотезе о дате смерти Иоанна, он мог родиться около 1410 года и умер уже в 1435 году в возрасте 25 лет. Виктор Мыц, в свою очередь, считает, что дата смерти Иоанна «до сих пор не установлена даже приблизительно», другие исследователи даты жизни Иоанна не упоминают.

### Алексей младший
Алексей младший (Алексей II) — предполагаемый сын Алексея Старшего и возможный правитель Феодоро в 1458—1459 году, после смерти Олобея.
В письме Карло Ломеллино от 9 июля 1434 года упоминается некий «самый старший сын» (возможно, тоже Алексей), находившийся в то время в Трапезунде (итал. contra Alexium quod Theodoro ex medio Olobo primogenito ipsius et aliorum maiorum per modum quod maioria audietis, Deo volente, et de Trapezunda et aliis in quibus diligentissimam curam habemu). В сообщениях после 1455 года о противостоянии с Каффой, сменявшихся дружбой, опять фигурирует некий князь Алексей, по предположению В. Мыца — возможно, сын Алексея старшего (Алексей младший, Алексей II), которому, с братьями, при делении княжества на уделы, досталась восточная часть и правивший в 1458—1459 году. Байер, на основании фразы «Алексей вместе со всеми братьями ведёт себя плохо…» из переводов Малицким и Васильевым донесения консулов Каффы Банку св. Георгия от августа 1455 года, делает вывод, что Олобей носил христианское имя Алексей, а Олобей — всего лишь прозвище и идентифицирует Олобея, как Алексея младшего. При этом ни Малицкий, ни Васильев такую точку зрения не высказывали. Кандидат исторических наук Т. М. Фадеева, известная неординарным взглядом на историю Мангупа, также допускает, что Алексей Старший погиб в Чембало в 1449 году и после его смерти княжеством правил Алексей младший («Алексей и его братья генуэзских документов 1450-х годов». Виктор Мыц допускает гипотезу, что Алексей II, правил после Олобея в 1458—1459 голу и мог быть младшим сыном Алексея Старшего.

### Олубей
Олубей (также Олобо, Олобей, Улубей, лиг. Olobei, лиг. Olobo) — правитель Феодоро примерно с 1455 года по 1465 год. Предположительно, соправитель Алексея Старшего с 1434 года (управлял Чембало и Каламитой) и был приведён к власти представителем Хаджи-Гирея — Уздемарохом. Судя по всему, правил (жил) до 1465 года, поскольку в тот год в генуэзских документах начинает фигурировать новый владетель Исаак.

### Исаак
Исаак (ср.-греч. Ισαάκιος, лат. Saichus, лат. Saicus, Исайко) — владетель (князь) княжества Феодоро, правивший приблизительно с 1465 года по 1475 год. Сын Алексея Старшего, известен устройством династического брака племянницы Марии (дочери Олубея) с господарём Молдовы Стефаном III Великим и попыткой породниться с Иваном III — выдать дочь за сына московского царя. В начале правления заключил мирный договор с Кафой, в 1474 году, опасаясь вторжения османов, занял протурецкую позицию. Такое положение не устроило Стефана Великого, который весной 1475 года отправил в Крым его племянника Александра с 300 сицилийскими наёмниками, которые свергли и убили Исаака. По версии А. Г. Герцена Исаак внезапно умер весной 1475 года и на престол сел новый правитель, может быть, племянник Исаака, известный, как Текур или Течур, также союзник турок, уже которого и сверг Александр.

### Александр

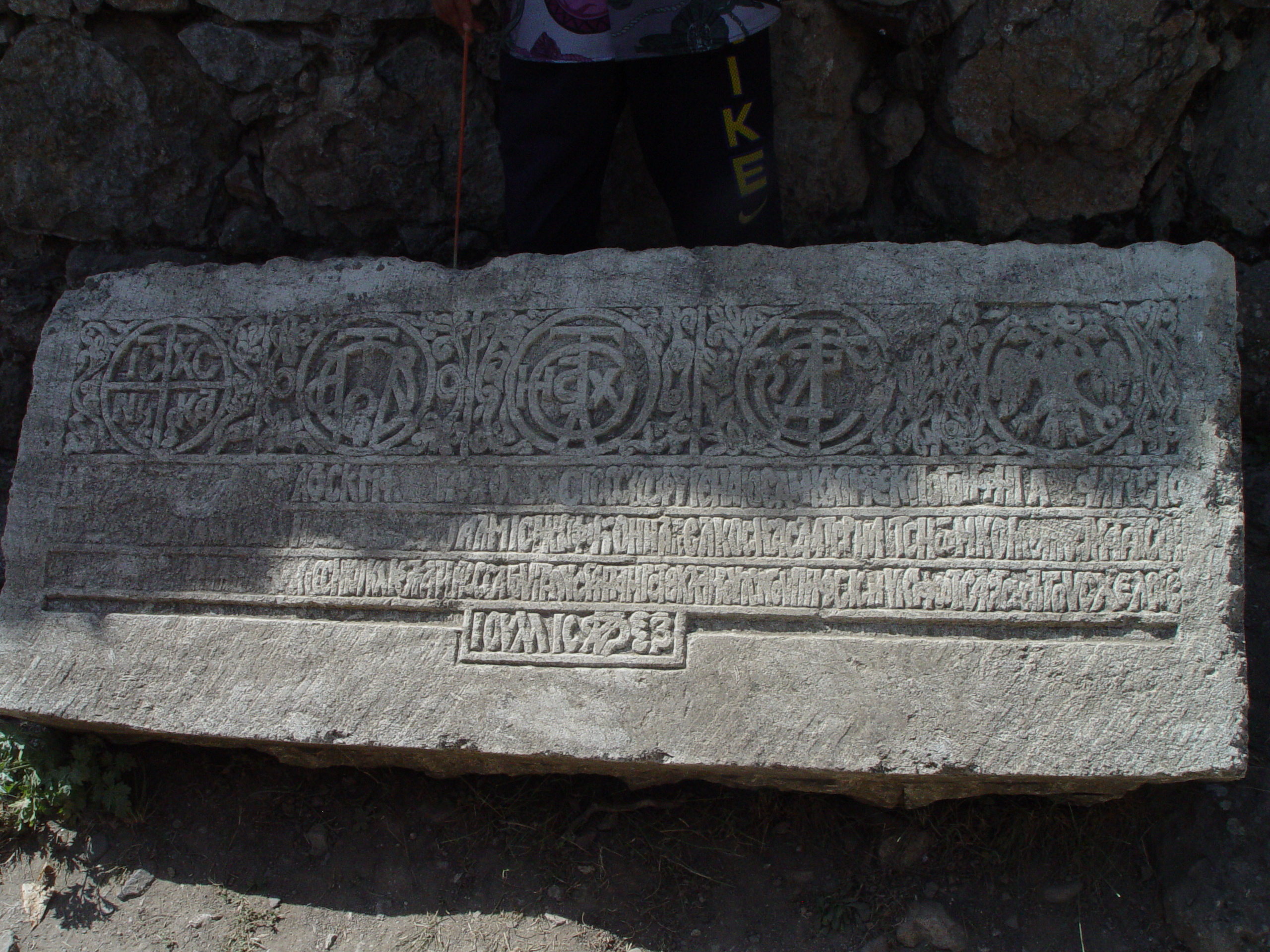
Закладная плита и строительная надпись из крепости Фуна. Содержит монограммы князя Александра

Александр — последний правитель княжества Феодоро, сын владетеля Олубея. Известно, что в 1472 году с сестрой Марией выехал ко двору молдавского господаря, откуда, по его наущению, весной 1475 года, вернулся в Крым и сверг предыдущего правителя — считается, что это был его дядя Исаак. Целью переворота было возвращение княжества в антиосманскую коалицию, которую собирал Стефан III. После падения Мангупа в 1475 году добровольно сдался в плен на условии сохранения жизни, но был увезён в Константинополь, где был казнён в 1476 году, как и его сыновья. Жена и дочери были отданы в гарем, а один малолетний сын обращён в ислам и получил соответствующее воспитание при султанском дворе.

## Гаврасы
Введённая в научный оборот Фридрихом Брауном (нем. Friedrich Braun) в 1890 году теория о происхождение Алексея из рода Гаврасов надолго закрепилась в научной и популярной литературе.
В 1921 году, в работе «Готы в Крыму», историк Александр Васильев, основываясь на сведениях из Бархатной книги XVII века, согласно которой Ховриных-Головиных князья Гаврасы прибыли в Москву из Крыма, в том числе с Мангупа, высказал гипотезу о правящей феодоритской династии Гаврасов. Якобы, они происходили из византийского рода Гаврасов-Таронитов и, некоторые представители выехали на Русь в XIV веке, дав начало роду Головиных-Ховриных. Той же версии придерживался Н. В. Малицкий в работе «Заметки по эпиграфике Мангупа» 1933 года. Эта гипотеза долго господствовала в мангупской историографии. Герцен и Науменко допускают, что кто-то из феодоритских династов (без упоминания фамилии) мог бежать в Москву при разгроме Тамерлана 1395 года и стать основателем рода Ховриных. И. Е. Забелин, ещё в начале XX века убедительно показал, что «князья» Ховрины, прибывшие в Москву из Крыма, были «гостями», то есть, купцами и никакого отношения к царским и аристократическим родам Византии не имели.
Аристократические роды Гаврасов и Таронитов в Византии действительно существовали, но в разных местах и в разное время. Происхождение же правящей династии от Гаврасов в настоящее время считается неверным, поскольку ни в одном источнике князья Гаврасами не названы. В то же время древнее название селения Гавро (Гаври, Гавра) указывает на наличие такой фамилии в княжестве, весьма распространённой в Византии вообще (в виде Гаврас — Гаврад встречалась и среди мариупольских греков как минимум в 1926 году). Возможно владетелем деревни был в своё время мелкий местный феодал с похожей фамилией.

## Другие версии
Татьяна Фадеева и Александр Шапошников в работе «Княжество Феодоро и его князья. Крымско-готский сборник» приводят собственный список князей Феодоро, видимо, собрав все возможные упоминания о персоналиях, даже предположительно имевших отношение к правителям княжества:
| Годы правления     | Имя                                     |
| ------------------ | --------------------------------------- |
| 1350-е             | Василий, князь Мангупский (?)           |
| 1360-е             | Димитрий, князь Мангупский (??)         |
| 1362—1380          | Стефан, князь Мангупский (?)            |
| 1411—1446          | Алексей I, господин Феодоро             |
| 1446—1458          | Олубей-Мануил, господин Феодоро         |
| 1460—1465          | Кейхи-бей, господин Феодоро             |
| 1465—1474          | Исаак, господин Феодоро                 |
| 1475, январь-июнь  | «техур», сын Исаака, господин Феодоро   |
| 1475, июнь-декабрь | Александр, сын Олубея, господин Феодоро |

Комментарии
1. ↑  Турмарх — вторая ступень в командной иерархии Византийской империи после стратига, возглавший одно определенное подразделение армии или группу таких подразделений внутри армии.
2. ↑  Асаны-Асени — византийская ветвь царской фамилии Болгарии по боковой женской линии.
3. ↑  Термин «Текур», по мнению А. Г. Герцена, должен переводиться с турецкого именно как «правитель», а не имя собственное